# كورت مارش
كورت مارش (بالإنجليزية: Curt Marsh)‏ هو لاعب كرة قدم أمريكية أمريكي، ولد في 25 أغسطس 1959 في تاكوما في الولايات المتحدة.